# Älpelekopf (Gerstruben)
Der Älpelekopf (auch Älpeleskopf) ist eine 1614 m ü. NHN hohe Erhebung einer Bergschulter des Riffenkopfs in den Allgäuer Alpen.

## Geographie
Er liegt in dem Grat, der vom Riffenkopf nach Südwesten zieht und fällt mit steilen, felsdurchsetzten Schrofenflanken nach Westen und Süden ab. Zusammen mit dem Riffenkopf, Hahnenkopf und Wannenkopf bildet der Älpelekopf die Umrahmung des Kessels des Gerstruber Älpeles, des Weidegebiets einer längst aufgelassenen Alpe, das mittlerweile wieder von der nördlich liegenden Lugenalpe genutzt wird.

## Zugang
Auf den Älpelekopf führt kein markierter Wanderweg. Man kann ihn weglos vom Gerstruber Älpele erreichen (Trittsicherheit und Bergerfahrung erforderlich). Der Älpelekopf ist touristisch unbedeutend.